# Francisca de Orleans (1844-1925)
Francisca de Orleans (en francés, Françoise d'Orléans; Neuilly-sur-Seine, 14 de agosto de 1844-Saint Firmin, 28 de octubre de 1925) fue una princesa francesa y duquesa de Chartres por matrimonio.

## Biografía
La princesa Francisca era la hija de Francisco de Orleans, príncipe de Joinville (1818-1900), y de su esposa, Francisca de Braganza, princesa imperial del Brasil (1824-1898). Era nieta del rey Luis Felipe I de Francia por vía paterna y del emperador Pedro I de Brasil por línea materna. En 1848, su abuelo paterno fue destronado y tanto ella como su familia se refugiaron en Inglaterra.
El 11 de junio de 1863, contrajo matrimonio en la localidad inglesa de Kingston-on-Thames con su primo hermano, Roberto de Orleans, duque de Chartres. La pareja tuvo cinco hijos:
- María (1865-1909), casada con el príncipe Valdemar de Dinamarca; con descendencia.
- Roberto (1866-1885), sin sucesión.
- Enrique (1867-1901), sin sucesión.
- Margarita (1869-1940), casada con el duque de Magenta; con sucesión.
- Juan (1874-1940), duque de Guisa y heredero de los derechos al trono francés. Casado con su prima, Isabel María Luisa de Orleans; con descendencia.

En 1910, Francisca enviudó, pero no volvió a contraer matrimonio. Falleció en 1925.

## Distinciones honoríficas
- Dama de primera clase de la Orden de la Cruz Estrellada. ( Imperio austrohúngaro).[1]